# Émile Perrin

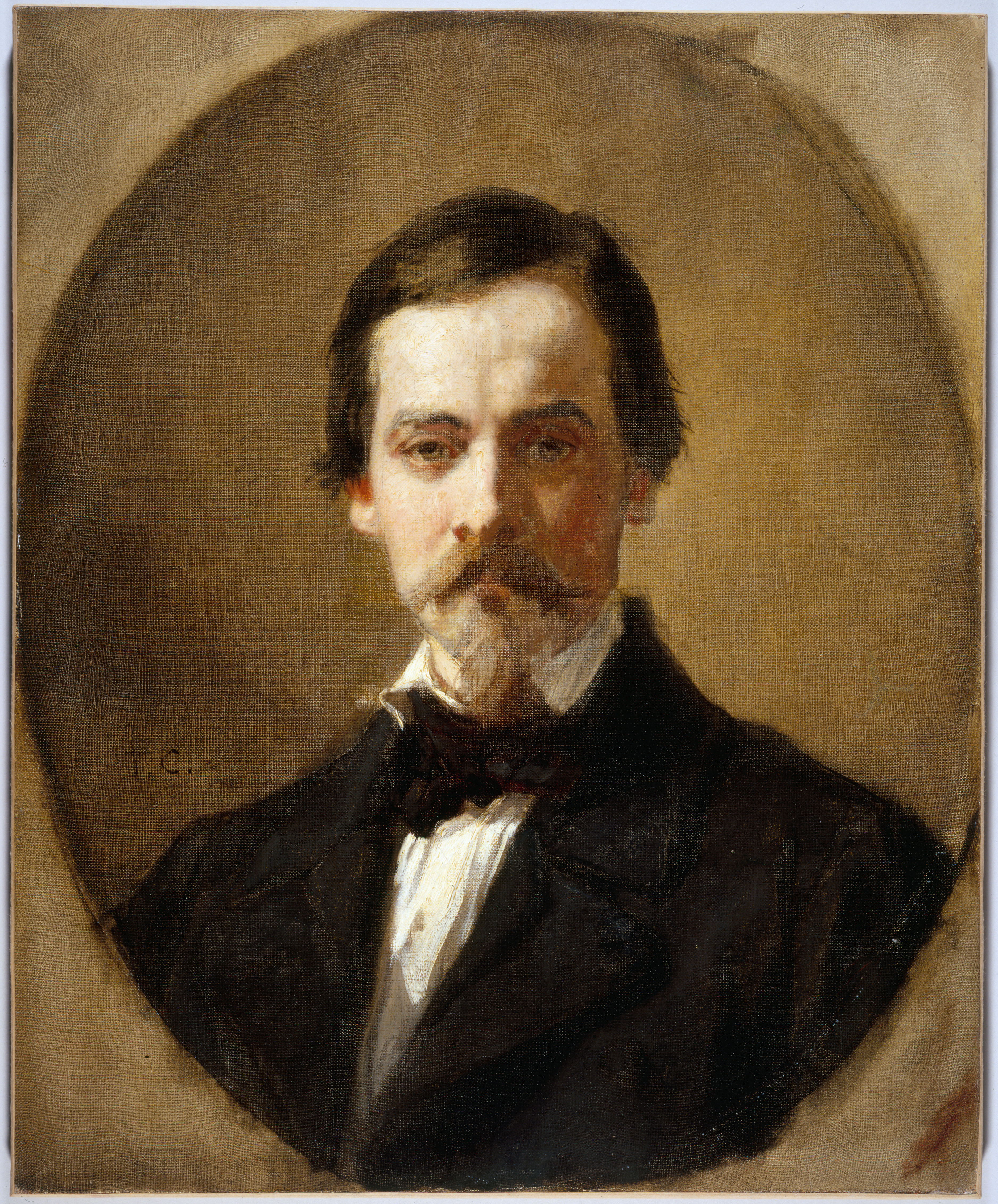
Thomas Couture (1815–1879): Porträt von Émile-César-Victor Perrin, 1840. Musée des Beaux-Arts de la ville de Paris

Émile-César-Victor Perrin (* 9. Januar 1814 in Rouen, Frankreich; † 8. Oktober 1885 in Paris) war ein französischer Maler, Kunstkritiker, Theaterdekorateur und Theaterleiter.

## Leben
Émile Perrin wurde in bescheidenen Verhältnissen in Rouen geboren. Er begann seine künstlerische Ausbildung bei den Malern Antoine-Jean Gros und Paul Delaroche in Paris. Ab 1840 stellte er regelmäßig im Pariser Salon aus und veröffentlichte Kunstkritiken in zeitgenössischen Zeitschriften. Im Mai 1848 wurde er von Innenminister Ledru-Rollin zum Direktor der Opéra-Comique ernannt; dieses Amt hatte er bis November 1857 inne. Zwischen Juli 1854 und September 1855 war er zudem Direktor des Théâtre Lyrique. Anfang 1862 übernahm er erneut kurzzeitig die Leitung der Opéra Comique, bevor er im Dezember 1862 zum Direktor der Opéra de Paris ernannt wurde. Während seiner Amtszeit brachte er bedeutende Opern wie L’Africaine (Meyerbeer, 1865), Don Carlos (Verdi, 1866), Hamlet (Thomas, 1868), Faust (Gounod, 1869) und Coppélia (Delibes, 1870) zur Uraufführung. Seine Karriere wurde durch den Deutsch-Französischen Krieg unterbrochen. Er legte sein Amt im September 1870 nieder, blieb jedoch bis Mai 1871 im Amt. Ab Juli 1871 war er Generalverwalter der Comédie-Française bis zu seinem Tod. Von 1871 bis 1874 gehörte er dem Pariser Stadtrat an und wurde 1876 als Membre libre in die Académie des beaux-arts aufgenommen.

## Werk

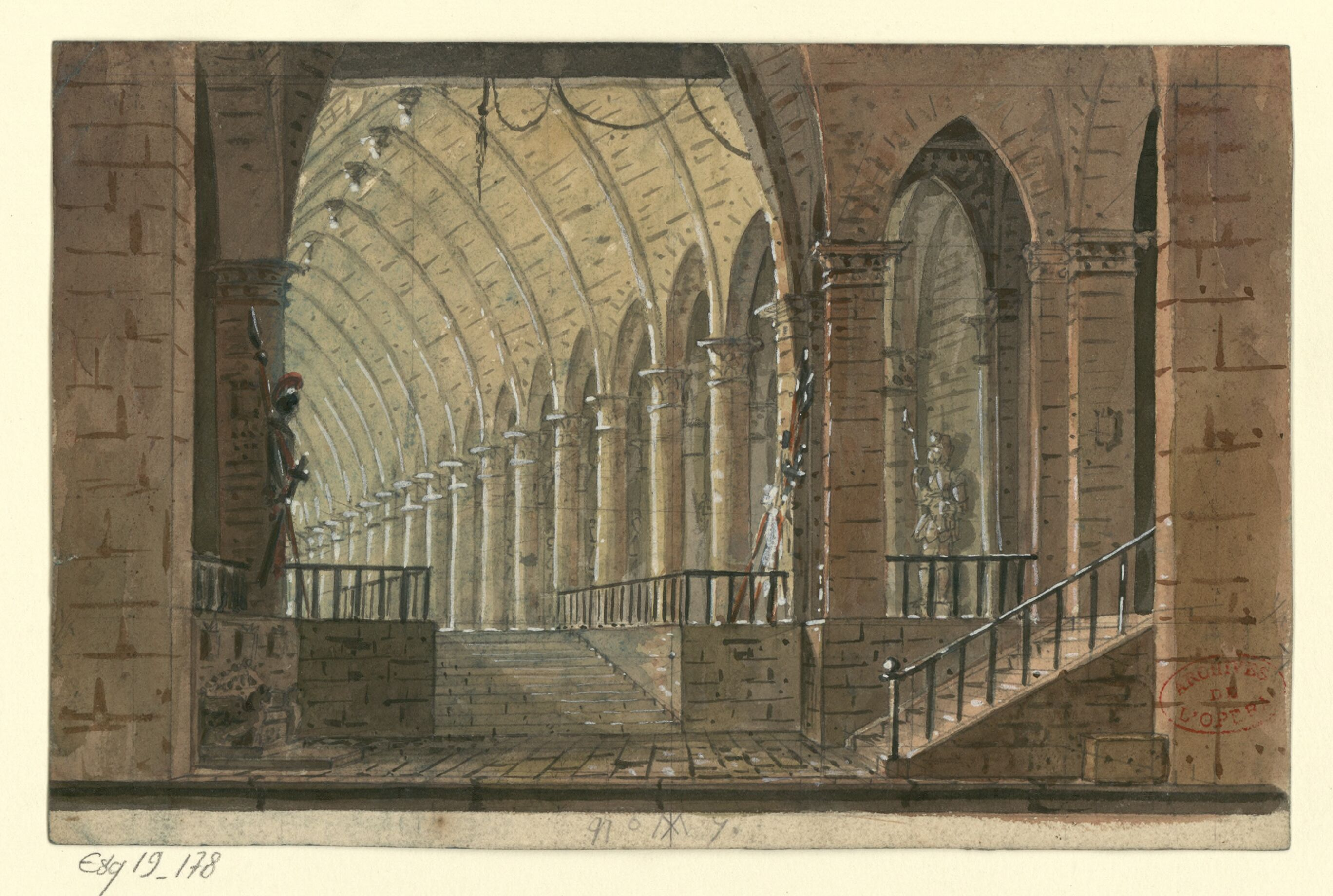
Émile-César-Victor Perrin: Skizze eines nicht identifizierten Dekors oder Bühnenbilds. Bibliothèque nationale de France, département Bibliothèque-musée de l'opéra

Als Maler und Theaterleiter prägte Émile Perrin das Kulturleben des Pariser Salons der Zweiten Republik und des Zweiten Kaiserreichs. Seine eigenen Gemälde, meist Porträts und Historienbilder, fanden Beachtung im Salon. Als Dekorateur gestaltete er Bühnenbilder. Als Theaterdirektor zeigte er ein ausgeprägtes Gespür für künstlerische Qualität und Repertoireauswahl. Er förderte Sängerinnen und Sänger wie Caroline Miolan-Carvalho und Celestine Galli-Marié und etablierte das Haus durch namhafte Auftragswerke. Bei der Comédie-Française setzte er sich für eine museale Erweiterung und Restaurierung ein, erweiterte die Gemäldesammlungen und integrierte ein klassisches und modernes Schauspielrepertoire, darunter Werke von Victor Hugo, Alexandre Dumas und Octave Feuillet.